# Блакі
Блакі (пол. Błaki) — село в Польщі, у гміні Медзіхово Новотомиського повіту Великопольського воєводства.
Населення — 24 особи (2011).
У 1975-1998 роках село належало до Гожовського воєводства.

## Демографія
Демографічна структура станом на 31 березня 2011 року:
|          | Загалом | Допрацездатний вік | Працездатний вік | Постпрацездатний вік |
| -------- | ------- | ------------------ | ---------------- | -------------------- |
| Чоловіки | 10      | 0                  | 9                | 1                    |
| Жінки    | 14      | 3                  | 9                | 2                    |
| Разом    | 24      | 3                  | 18               | 3                    |